# Narse de Lascols
 (juillet 2014).

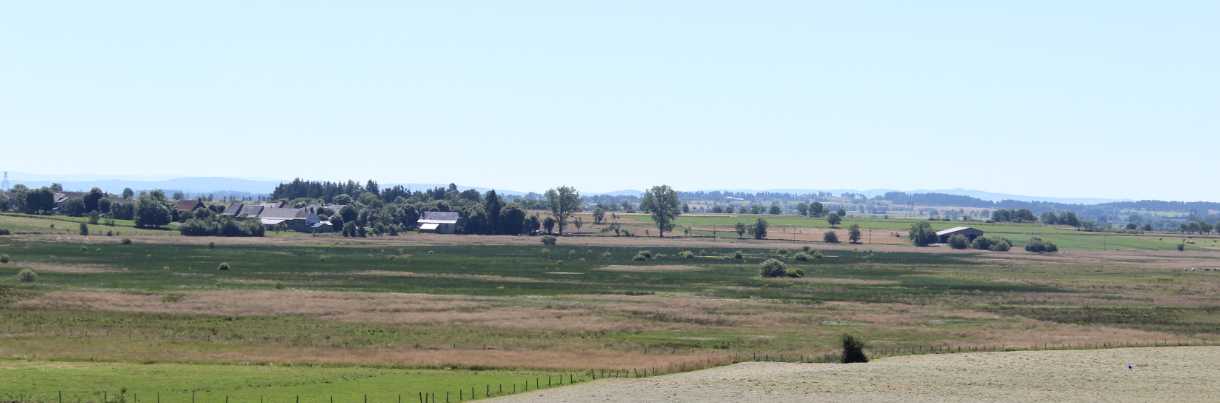
La narse de Lascols, 2014.

La narse de Lascols est une zone humide située sur la planèze de Saint-Flour dans le département du Cantal. Elle est protégée depuis 1983 par un arrêté préfectoral de protection de biotope pour la richesse de son avifaune. Ce marais d'altitude, inclus dans le site Natura 2000 "Planèze de Saint-Flour", est un important lieu de migration pour de nombreux oiseaux remarquables.

## Localisation
La narse (« zone humide ») de Lascols est située au pied des monts du Cantal, à environ 17 kilomètres à l'ouest de Saint-Flour, sur les communes de Cussac et de Paulhac. Cette zone humide culmine à environ 1 022 m d'altitude.

## Origine
L'origine de la narse de Lascols pourrait être glaciaire.

## Écologie

### Faune remarquable
- Milan royal
- Busard cendré
- Hibou des marais
- Aigle botté

### Flore remarquable
- Flûteau nageant